# 拉馬爾·霍伊特
小杜威·拉馬爾·霍伊特（英語：Dewey LaMarr Hoyt Jr.，1955年1月1日—2021年11月29日），為美國職棒大聯盟的投手。生涯曾效力過白襪與教士等隊。霍伊特在1983年獲得美聯賽揚獎，至今仍是年度防禦率最高的賽揚獎得主。他於1985年入選明星賽。

## 職業生涯
1973年大聯盟選秀，洋基隊在第5輪選進霍伊特。1977年，洋基隊將霍伊特、Bob Polinsky和Oscar Gamble交易到白襪隊，換來Bucky Dent。

### 芝加哥白襪
1979年9月，霍伊特登上大聯盟。他在生涯初期擔任後援投手，1982年起開始進入先發輪值內。他在前9場先發全數奪勝，追平1917年Lefty Williams和1943年Orval Grove共同保持的先發連勝紀錄。最終霍伊特拿下19勝，成為美聯勝投王。
1983年，霍伊特迎來生涯年。他單季拿下24勝10敗，防禦率3.66。他同時拿下美聯勝投王和賽揚獎。1983年美國聯盟冠軍賽第一場，霍伊特投出9局失1分的完投勝，不過白襪後來吞下3連敗遭到淘汰。
1984年，霍伊特僅拿下13勝18敗，防禦率4.47。前一年還是勝投王的他，在這年變成美聯敗投王。

### 聖地牙哥教士
1984年球季結束後，教士隊將Ozzie Guillén、Tim Lollar、Bill Long和Luis Salazar交易到白襪隊，換來霍伊特、Kevin Kristan和Todd Simmons。1985年，霍伊特首度入選明星賽，並擔綱明星賽先發。他以3局失1分的表現拿下明星賽MVP。該年他拿下16勝8敗，防禦率3.47。
然而球季結束後，霍伊特因持有毒品兩度遭到逮捕。他也因此缺席大部分的春訓，後來他因為旋轉肌受傷而去動手術。整季他只拿下8勝11敗，防禦率5.15。
1986年球季結束後，霍伊特又因為持有毒品被逮捕。12月16日，他被判處45天拘役。當時的大聯盟主席彼得·尤伯羅斯在1987年2月25日宣布霍伊特處以60天的禁賽。儘管當時他和教士隊的合約還沒走完，但教士仍認賠將霍伊特釋出。
被釋出後，白襪隊簽下霍伊特準備再給他一次機會。但是他在1987年12月又被逮捕，並在隔年1月被判處一年徒刑。這也讓他的棒球生涯到此畫下句點。

## 個人生活
霍伊特在6歲時就遭逢父母離異，並由他的姑姑一手帶大。霍伊特於1980年結婚，不過婚姻僅維持5年。
2021年11月29日，霍伊特因癌症去世，享年66歲。

## 生涯投球數據
| 勝投 | 敗投 | 防禦率 | 出賽場次 | 先發 | 完投 | 完封 | 投球局數 | 安打 | 失分 | 自責分 | 全壘打 | 保送 | 三振 | 暴投 | 觸身球 |
| ---- | ---- | ------ | -------- | ---- | ---- | ---- | -------- | ---- | ---- | ------ | ------ | ---- | ---- | ---- | ------ |
| 98   | 68   | 3.99   | 244      | 172  | 48   | 8    | 1311.1   | 1313 | 637  | 582    | 140    | 279  | 681  | 13   | 18     |

## 外部連結
- 球員資訊和成績在MLB，ESPN，Baseball-Reference，Fangraphs（英文）
- 拉馬爾·霍伊特在台灣棒球維基館上的頁面（繁體中文）